# Phare des Cuckolds
Le phare des Cuckolds (en anglais : The Cuckolds Light) est un phare actif situé sur l'un des îlots Cuckolds à l'entrée de Boothbay Harbor, dans le Comté de Lincoln (État du Maine).
Il est inscrit au Registre national des lieux historiques depuis le 2 décembre 2002 .

## Histoire
Les Cuckolds sont deux îlots situés au sud-est de Cape Island, qui se trouve juste à l'extrémité sud de Cape Newagen, sur l'île Southport, au sud de Booth Bay, qui mène à Boothbay Harbor.
La station de brouillard a été établie le 16 novembre 1892 en tant qu'amer pour marquer les îlots. En 1893, une cloche a été installée et une lumière a été ajoutée en 1907. La maison du gardien a été démoli à la suite de l'automatisation de 1974, mais elle a été reconstruite de 2010 à 2014, avec le quai et le phare restauré.
Le Congrès des États-Unis alloue des fonds par l'intermédiaire de la commission des phares et autorise la construction du phare le 30 août 1890, mais le financement de 25.000 dollars ne sera versé que le 3 mars 1891. La station sera opérationnelle en 1892 avec des moteurs de quatre chevaux alimentés au charbon, ainsi qu'une Daboll trumpet (en) de premier ordre à air chaud. Un émetteur radio a été installé en 1956.
En 1907, une lentille de Fresnel de quatrième ordre fut installée. Le système d'origine utilisait environ sept tonnes de charbon pour fonctionner environ 1.000 heures et, une fois converti au pétrole, il fonctionnait 423 heures avec 195 gallons de pétrole. La puissance initiale de 24.000 candelas, fournie par une lampe à vapeur d'huile incandescente, a été portée à 30.000 candelas, alimentée par une lampe électrique et un objectif de quatrième ordre, pour atteindre 500.000 candelas en 1971.

### Désactivation et transfert
Le phare a été mis hors service en 1974 et classé comme bien excédentaire de la Garde côtière américaine. Le Cuckolds Island Fog Signal and Light Station Council a été formé et a soumis une proposition de reprise qui a été acceptée le 8 mai 2006.
En juin 2014, le Inn at Cuckolds Lighthouss  a été inauguré. Il a été reconstruit et le phare a été restauré. Il est présenté comme un lieu de retraite luxueux offrant à 3.000 $ par week-end. Des visites sont organisées et le transport vers l'île est assuré dans un bateau baleinier restauré de la marine des États-Unis.
La lentille de Fresnel, retirée lors de la mise hors service du phare, est conservée au  Maine Lighthouse Museum à Rockland. Le phare est actuellement équipé d'une balise VLB-44  et reste une aide à la navigation active, maintenue par la Garde côtière.

## Description
La station  est une tour octogonale en bois, avec une galerie et une lanterne polygonale de 14,5 m de haut, s'élevant d'une maison de gardien sur une fondation en granit. La tour est peinte en blanc et la lanterne est noire. Il émet, à une hauteur focale de 18 m, deux éclats blancs de 1 seconde par période de 6 secondes. Sa portée est de 12 milles nautiques (environ 22 km).
Il est aussi équipé d'une corne de brume automatique émettant un blast par période de 15 secondes.

## Caractéristiques dufeu maritime
Fréquence : 6 secondes (W)
- Lumière : 1 seconde
- Obscurité : 1 seconde
- Lumière : 1 seconde
- Obscurité : 3 secondes

Identifiant : ARLHS : USA-210 ; USCG : 1-5485 - Amirauté : J0142 .

### Lien connexe
- Liste des phares du Maine